# Bdelyropsis newtoni
Bdelyropsis newtoni là một loài bọ cánh cứng trong họ Bọ hung (Scarabaeidae).